# Tevan Andor
Tevan Andor (Békéscsaba, 1889. augusztus 15. – Budapest, 1955. október 5.) nyomdász, könyvművész, könyvkiadó, nyomdászati író. 
A könyvben elsősorban a szöveg a számottevő, a szó az uralkodó. A szöveg szolgálatában kell állnia a díszítőelemnek, a képnek. A könyvillusztráció feladata, nem lehet azonos a falra akasztott kép feladatával, mert szerves tartozéka a könyvnek s a cselekmény optikai alátámasztására szolgál. Célja, hogy a szöveg ébresztette illúziót és hangulatot erősítse, határozottabb formában állítsa elénk.

## Életpályája
Apja, Tevan Adolf 1903-ban vásárolta meg Lepage Lajos könyv- és papírkereskedését; ez kapta később a Tevan Nyomda és Könyvkiadó elnevezést. Mivel a kilenc gyermek közül Andort szánta apja nyomdásznak, 1907-1909 között a bécsi Graphische Lehr und Versuchsanstaltban, vagyis a grafikai és nyomdaipari főiskolán tanult, majd hazatérve átvette a kis nyomda irányítását. Franyó Zoltán újságíró vezette be a főváros szellemi és irodalmi életébe, a kávéházak társaságaiba, ahol neves művészekkel kötött baráti és munkakapcsolatokat. A szép és minőségi kiadványok révén virágzásnak indult és országszerte ismertté vált a vidéki nyomda, ugyanakkor a biztos jövedelem érdekében a cég 1928-tól gyógyszerdobozok gyártásával is foglalkozott. 
Az 1920-as évektől kiadói tevékenysége a politikai viszonyok alakulásának árnyékába került s fokozatosan háttérbe szorult, a harmincas években könyvek nem is kerültek ki nyomdájából. 1944-ben először belföldön internálták, majd Bécsbe deportálták, ahol havat lapátolt és romokat takarított. 1945-ben visszatért Békéscsabára s ismét működtetni kezdte nyomdáját, amelyet 1949-ben felajánlott az államnak. Ez az államosítás után a Békési Nyomda elnevezést kapta, ahol Tevan még kilenc hónapig dolgozott műszaki igazgatóként, majd váratlanul elbocsátották. Ezután a Művelt Nép kiadónál, majd 1950-től az Ifjúsági Könyvkiadónál működött képszerkesztőként, egészen 1955. október 5-én bekövetkező haláláig.

## Munkássága
Elsőként Dapsy Gizella, költői álnevén Nil verseskötetét készítette el, akinek későbbi férje, Rozsnyay Kálmán igen nagy hatással volt a nyomda művészi szemléletének kialakulására. A pesti újságok is az ő két művének kiadása kapcsán említik először a Tevan nevet. Első nagyobb sikere Major Henrik és Kürthy György karikatúráinak Harsányi Zsolt humoros rigmusaival való megjelentetése volt. Ezt követte Major Panoptikum című munkája, majd Lovászy Károly Ugat című Nyugat persziflázsa. Ezek a művek országosan is ismertté tették a kis nyomdát, s felkeltették az érdeklődést a további Tevan kiadványok iránt. 
1912-től jelentek meg a Tevan Könyvtár sorozat kis, olcsó, sárga füzetei, amelyek mind szellemi, mind tipográfiai és könyvművészeti szempontból kiemelkedő jelentőségűek voltak, s rendkívül népszerűvé váltak. Tevan a  sorozatban elsősorban jelentős kortárs magyar és külföldi írók műveit adta ki, mint például Kosztolányi Dezső, Nagy Lajos, Juhász Gyula, Karinthy Frigyes, Mark Twain vagy Anatole France. 1913-ban indult a híres bibliofil sorozat, a Tevan Amatőr sorozat, amelynek darabjait kis példányszámban, már-már művészi kivitelben adta ki. Ennek tagjaként harminc év alatt tizennégy kötet jelent meg, melyeket Tevan legkiemelkedőbb kiadványainak tekintenek. A sorozat keretén belül elsőként Kosztolányi A szegény kisgyermek panaszai című verseskötete látott napvilágot. Tevan 1943-ban adta ki életművének egyik legjelentősebb darabját, Heltai Gáspár Esopusát, amely Keleti Arthur átírásában, régi olasz fametszetekkel díszítve jelent meg. 1944-ben, az internálásakor megszakadt a sorozat, majd 1945-ben, Bécsből hazatérve ismét működtetni kezdte a nyomdát, ám ettől az évtől kezdve már csak kivételes alkalmakkor jelentetett meg újabb könyveket. 
Könyvkiadói munkásságának mintegy lezárása volt Anatole France Nyársforgató Jakab meséinek 1948-ban való kiadása, melyet szintén munkásságának egyik csúcsteljesítményeként tartanak számon. Tevan a könyvek iránti mély elkötelezettségét és szeretetét nem csupán azok kiadásával, hanem egy saját, a könyv történetéről szóló mű megírásával is bizonyította. 1955-ben jelent meg A könyv évezredes útja című, az írás és a könyv történetét a kezdetektől felölelő műve, melynek kiadását írója már nem élte meg.

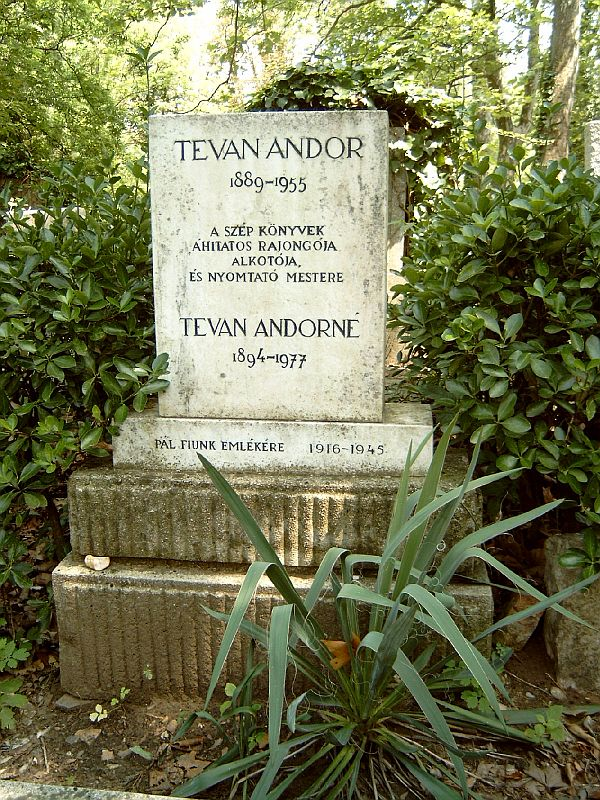
Tevan Andor sírja Budapesten. Kozma utcai izraelita temető: 17A/1-10-1.

## Fontosabb művei
- A könyv évezredes útja
- Narancsliget az Északi-sarkon